# 2024년 KBO 포스트시즌
2024 신한 SOL Bank KBO 포스트시즌은 2024년 10월 2일부터 10월 28일까지 진행됐다. 이번 포스트시즌 역시 한국시리즈 5차전 장소는 정규시즌 우승팀의 홈구장인 광주기아챔피언스필드에서 치러졌다.

## 진출팀
2024년 포스트시즌에 진출한 팀은 KIA 타이거즈, 삼성 라이온즈, LG 트윈스, 두산 베어스, kt 위즈다.
- KIA 타이거즈

2022년 이후 2년만에 포스트시즌 진출에 성공했다. 9월 6일 포스트시즌 진출 확정 이후 9월 17일 정규시즌 우승도 함께 기록하면서 한국시리즈 직행에 성공했다. 한국시리즈 출전 역시 2017년 이후 7년만이며, 통합 우승을 이루게 되면 해태 타이거즈 시절을 합쳐 팀 통산 12번째 우승을 기록하게 된다.
- 삼성 라이온즈

2021년 이후 3년만에 포스트시즌 진출에 성공했다. 9월 12일 포스트시즌 진출 확정 이후 9월 22일 정규시즌 2위도 함께 기록하면서 2021년 포스트시즌에 이어서 이번 포스트시즌에도 플레이오프부터 시작하게 됐다. 플레이오프를 통과해 한국시리즈로 진출하게 되면 2015년 이후 9년만에 한국시리즈 진출을 달성하며, 중립 구장 경기 규정 폐지 이후 최초로 비수도권에서만 진행되는 한국시리즈를 만들 수 있게 된다.
- LG 트윈스

2019년부터 6년 연속으로 포스트시즌 진출에 성공했다. 지난 시즌에는 통합 우승을 기록했지만, 이번 시즌에는 기아 타이거즈, 삼성 라이온즈에 밀려 정규시즌을 3위로 마무리하면서 이번 포스트시즌은 준플레이오프부터 일정을 시작하게 되며, 플레이오프를 거쳐 한국시리즈에 진출하게 된다면 2년 연속 한국시리즈 진출을 이루게 된다.
- 두산 베어스

지난해에 이어 2년 연속으로 포스트시즌 진출에 성공했다. 지난 해에는 최종 5위를 기록하면서 와일드카드 결정전 원정 1경기만 진행하고 아쉽게 포스트시즌을 마감했지만, 이번 시즌 종료를 앞둔 9월 26일 최종 4위를 확정하면서 이번 포스트시즌은 와일드카드 결정전 홈 어드밴티지를 안고 시작하게 됐다.
- kt 위즈

2020년부터 5년 연속으로 포스트시즌 진출에 성공했다. 올 시즌 역시 초반부 리그 10위까지 떨어지면서 포스트시즌 진출 전망이 매우 어두웠으나, 순위를 끌어올리기 시작하더니 10월 1일 기준 SSG 랜더스와 공동 5위를 기록하면서 역대 최초 KBO 5위 결정전에 진출했고, 5위 결정전에서 승리를 기록하면서 이번 시즌 포스트시즌의 막차를 타게 됐다. 지난 시즌 2위를 기록하면서 플레이오프에 직행했지만, 이번 포스트시즌은 5위를 기록하면서 와일드카드 결정전 원정팀의 불리함을 안고 시작하게 됐다.

## 대진표
|  | 와일드카드 결정전 | 와일드카드 결정전 | 와일드카드 결정전 |  |  | 준플레이오프 | 준플레이오프 | 준플레이오프 |  |  | 플레이오프 | 플레이오프    | 플레이오프 |  |  | 한국시리즈 | 한국시리즈    | 한국시리즈 |
|  |                   |                   |                   |  |  |              |              |              |  |  |            |               |            |  |  |            |               |            |
|  |                   |                   |                   |  |  |              |              |              |  |  |            |               |            |  |  | 1          | KIA 타이거즈  | 4          |
|  |                   |                   |                   |  |  |              |              |              |  |  | 2          | 삼성 라이온즈 | 3          |  |  | 2          | 삼성 라이온즈 | 1          |
|  |                   |                   |                   |  |  | 3            | LG 트윈스    | 3            |  |  | 3          | LG 트윈스     | 1          |  |  |            |               |            |
|  | 4                 | 두산 베어스       | 0                 |  |  | 5            | kt 위즈      | 2            |  |  |            |               |            |  |  |            |               |            |
|  | 5                 | kt 위즈           | 2                 |  |  |              |              |              |  |  |            |               |            |  |  |            |               |            |

## 와일드카드 결정전

### 출장자 명단
| 팀          | 선수 명단 |
| 두산 베어스 | - 감독 - 이승엽 - 코치 - 박흥식, 김한수, 세리자와, 박정배, 김지용, 김동한, 고토, 이영수, 조성환 - 투수 - 박정수, 홍건희, 김민규, 김강률, 최승용, 이병헌, 최종인, 발라조빅, 곽빈, 이영하, 최원준, 김택연, 정철원, 이교훈 - 포수 - 양의지, 박민준, 김기연 - 내야수 - 여동건, 이유찬, 박준영, 허경민, 전민재, 강승호, 김재호, 양석환 - 외야수 - 정수빈, 김재환, 김대한, 조수행, 제러드 |
| kt 위즈     | - 감독 - 이강철 - 코치 - 김태균, 김강, 장재중, 박기혁, 김호, 유한준, 제춘모, 최만호, 전병두 - 투수 - 고영표, 김민, 엄상백, 우규민, 김민수, 소형준, 쿠에바스, 이상동, 주권, 손동현, 벤자민, 조이현, 박영현, 원상현 - 포수 - 장성우, 조대현 - 내야수 - 심우준, 오윤석, 김상수, 황재균, 천성호, 오재일, 강백호, 신본기 - 외야수 - 로하스, 송민섭, 문상철, 배정대, 김민혁, 정준영       |

### 경기 기록
| 일시             | 경기  | 원정팀(선공) | 스코어 | 홈팀(후공)  | 개최 구장             | 개시 시각 | 관중수          | 경기 MVP           |
| ---------------- | ----- | ------------ | ------ | ----------- | --------------------- | --------- | --------------- | ------------------ |
| 10월 2일(수)     | 1차전 | kt 위즈      | 4 - 0  | 두산 베어스 | 서울종합운동장 야구장 | 18시 30분 | 23,750명 (매진) | 쿠에바스 (kt 위즈) |
| 10월 3일(목)     | 2차전 | kt 위즈      | 1 - 0  | 두산 베어스 | 서울종합운동장 야구장 | 14시 00분 | 23,750명 (매진) | 벤자민 (kt 위즈)   |
| 승리팀 : kt 위즈 |       |              |        |             |                       |           |                 |                    |

### 1차전
2024년 10월 2일 - 서울종합운동장 야구장
| 팀                                  | 1 | 2 | 3 | 4 | 5 | 6 | 7 | 8 | 9 | R | H | E | B |
| kt 위즈 ◄                           | 4 | 0 | 0 | 0 | 0 | 0 | 0 | 0 | 0 | 4 | 6 | 1 | 7 |
| 두산 베어스                         | 0 | 0 | 0 | 0 | 0 | 0 | 0 | 0 | 0 | 0 | 7 | 1 | 0 |
| 승리 투수: 쿠에바스 패전 투수: 곽빈 |   |   |   |   |   |   |   |   |   |   |   |   |   |

- 시구 : 가수 민지 (NewJeans)
- 1차전 MVP : kt 쿠에바스 - 6이닝 4피안타 무사사구 무실점 9K (투구수: 103개)
  - 두산 이영하, 와일드카드 결정전 최다 경기 출장 타이 기록 (4경기)
  - kt, 와일드카드 결정전 최다 연속 타자 안타 타이 기록 (4연속)

1차전에서 두산은 곽빈, kt는 쿠에바스가 각각 선발 등판했다. 1차전은 1회초 4득점을 끝까지 지켜낸 kt가 승리했다. 1회초 kt는 김민혁의 볼넷으로 시작해 로하스, 장성우, 강백호, 오재일의 연속된 안타로 5타자 연속 출루에 성공했고 이후 2사 1, 2루에서 배정대의 적시타를 더하며 4득점을 하면서 초반 기선을 제압하고 출발했다. 마운드에서도 kt는 선발 쿠에바스와 뒤이어 등판한 불펜진의 호투가 빛이 났다. 쿠에바스는 두산 타선을 6회까지 사사구 없이 4개의 피안타만 허용하고 9개의 삼진을 잡아내며 퀄리티 스타트에 성공했고 김민, 손동현, 박영현으로 이어진 불펜진이 무실점으로 틀어막으며 와일드카드 결정전 2차전을 만드는데 성공했다. 반면 두산은 선발 곽빈을 1이닝만 소화시키고 발라조빅부터 시작하여 불펜을 가동하여 반전을 모색했으나 타선이 1회말 무사 1, 2루와 6회말 1사 1, 3루 그리고 9회말 2사 2, 3루 찬스를 날려버리는 등 끌려다니는 경기를 하면서 1차전을 넘겨주고 말았다.

### 2차전
2024년 10월 3일 - 서울종합운동장 야구장
| 팀                                                              | 1 | 2 | 3 | 4 | 5 | 6 | 7 | 8 | 9 | R | H | E | B |
| kt 위즈 ◄                                                       | 0 | 0 | 0 | 0 | 0 | 1 | 0 | 0 | 0 | 1 | 8 | 0 | 2 |
| 두산 베어스                                                     | 0 | 0 | 0 | 0 | 0 | 0 | 0 | 0 | 0 | 0 | 3 | 1 | 0 |
| 승리 투수: 벤자민 패전 투수: 이병헌 세이브: 박영현 홀드: 고영표 |   |   |   |   |   |   |   |   |   |   |   |   |   |

- 시구 : 배우 강기영
- 2차전 MVP : kt 벤자민 - 7이닝 3피안타 무사사구 무실점 6K (투구수: 88개)
  - 두산, 와일드카드 결정전 연속 이닝 무득점 (18이닝)
  - 두산 양석환, 와일드카드 결정전 통산 타자 최다 경기 출장 신기록 (7경기)
  - 두산 이영하, 와일드카드 결정전 통산 투수 최다 경기 출장 신기록 (5경기)
  - kt, 와일드카드 결정전 연속 이닝 무실점 신기록 (22이닝)

2차전에서 두산은 최승용, kt는 벤자민이 각각 선발 등판했다. 2차전은 치열한 마운드 싸움이 전개된 가운데 양 팀의 운명은 5회말과 6회초에 명확히 갈렸다. 두산은 5회말 1사 2루에서 허경민의 좌전 안타가 터졌으나 kt 좌익수 로하스의 어시스트로 2루주자였던 양석환이 홈에서 잡히며 득점에 실패했다. 반면 kt는 6회초 공격에서 두산의 세 번째 투수로 올라온 이병헌을 상대로 로하스의 2루타와 장성우의 플라이로 만들어진 1사 3루에서 강백호의 적시타가 터지며 선취점이자 결승점을 가져왔다. 두산은 마무리 투수 김택연을 조기 투입하여 추가 실점을 막는 승부수를 걸었지만 타선은 응답하지 못했다. 마운드에서 선발 벤자민이 7이닝 무실점으로 호투했고 고영표, 박영현까지 깔끔한 투구로 한 점을 지켜낸 정규시즌 5위 kt는 2015년부터 도입된 '와일드카드 결정전' 최초로 업셋에 성공하여 준플레이오프에 진출했고, 두산은 와일드카드 결정전 두 경기가 진행되는 동안 단 한 점도 내지 못하는 무기력한 공격력을 보여주며 와일드카드 결정전 첫 업셋의 희생양이 됐다.

## 준플레이오프

### 출장자 명단
- 와일드카드 결정전 승자 kt 위즈는 엔트리 변동 없이 모든 선수들을 그대로 준플레이오프 엔트리에 합류시켰다.

| 팀        | 선수 명단 |
| LG 트윈스 | - 감독 - 염경엽 - 코치 - 이호준, 김일경, 박경완, 정수성, 박용근, 장진용, 김재율, 모창민, 김광삼 - 투수 - 김유영, 임찬규, 함덕주, 김대현, 정우영, 백승현, 에르난데스, 최원태, 손주영, 엔스, 이종준, 김진성, 이지강, 유영찬 - 포수 - 박동원, 허도환, 이주헌 - 내야수 - 문보경, 신민재, 구본혁, 이영빈, 오지환, 오스틴, 김대원 - 외야수 - 문성주, 박해민, 김현수, 최원영, 홍창기, 최승민 |
| kt 위즈   | - 감독 - 이강철 - 코치 - 김태균, 김강, 장재중, 박기혁, 김호, 유한준, 제춘모, 최만호, 전병두 - 투수 - 고영표, 김민, 엄상백, 우규민, 김민수, 소형준, 쿠에바스, 이상동, 주권, 손동현, 벤자민, 조이현, 박영현, 원상현 - 포수 - 장성우, 조대현 - 내야수 - 심우준, 오윤석, 김상수, 황재균, 천성호, 오재일, 강백호, 신본기 - 외야수 - 로하스, 송민섭, 문상철, 배정대, 김민혁, 정준영         |

### 경기 기록
| 일시                                                      | 경기  | 원정팀(선공) | 스코어 | 홈팀(후공) | 개최 구장             | 개시 시각 | 관중수          | 경기 MVP           |
| --------------------------------------------------------- | ----- | ------------ | ------ | ---------- | --------------------- | --------- | --------------- | ------------------ |
| 10월 5일(토)                                              | 1차전 | kt 위즈      | 3 - 2  | LG 트윈스  | 서울종합운동장 야구장 | 14시 00분 | 23,750명 (매진) | 고영표 (kt 위즈)   |
| 10월 6일(일)                                              | 2차전 | kt 위즈      | 2 - 7  | LG 트윈스  | 서울종합운동장 야구장 | 14시 00분 | 23,750명 (매진) | 임찬규 (LG 트윈스) |
| 10월 8일(화)                                              | 3차전 | LG 트윈스    | 6 - 5  | kt 위즈    | 수원KT위즈파크        | 18시 30분 | 17,600명 (매진) | 손주영 (LG 트윈스) |
| 10월 9일(수)                                              | 4차전 | LG 트윈스    | 5 - 6  | kt 위즈    | 수원KT위즈파크        | 14시 00분 | 17,600명 (매진) | 박영현 (kt 위즈)   |
| 10월 11일(금)                                             | 5차전 | kt 위즈      | 1 - 4  | LG 트윈스  | 서울종합운동장 야구장 | 18시 30분 | 23,750명 (매진) | 손주영 (LG 트윈스) |
| 승리팀 : LG 트윈스, 준플레이오프 MVP : 임찬규 (LG 트윈스) |       |              |        |            |                       |           |                 |                    |

### 1차전
2024년 10월 5일 - 서울종합운동장 야구장
| 팀 | 1 | 2 | 3 | 4 | 5 | 6 | 7 | 8 | 9 | R | H | E | B |
| kt 위즈 ◄                                                                                                  | 0 | 2 | 0 | 0 | 1 | 0 | 0 | 0 | 0 | 3 | 6 | 1 | 3 |
| LG 트윈스                                                                                                  | 0 | 0 | 0 | 1 | 0 | 1 | 0 | 0 | 0 | 2 | 5 | 0 | 2 |
| 승리 투수: 김민수 패전 투수: 엔스 세이브: 박영현 홀드: 손동현, 소형준 홈런: kt – 문상철(엔스 상대 2회 2점) |   |   |   |   |   |   |   |   |   |   |   |   |   |

- 시구 : 방송인 전현무
- 1차전 MVP : kt 고영표 - 4이닝 3피안타 무사사구 1실점 2K (투구수: 56개)
  - kt 손동현, 포스트시즌 최초 한 이닝 3구 3아웃 (7회말)

1차전에서 LG는 엔스, kt는 고영표가 각각 선발 등판했다. 선취점은 kt가 먼저 뽑았다. kt는 2회초 선두타자 강백호가 출루한 무사 1루 상황에서 5번 타자 1루수로 선발 출전한 문상철의 좌월 2점 홈런으로 선취득점에 성공했다. 고영표에게 끌려가고 있었던 LG는 4회말 1사 후 안타로 출루한 뒤 도루에 성공한 2루주자 신민재가 오스틴의 적시타로 홈을 밟으며 추격을 시작했다. 그러자 kt는 5회초 1아웃에 배정대와 심우준이 연속으로 2루타를 터트려 1점을 추가하고 달아나는데 성공했다. 그러나 kt는 다음 타자였던 김민혁의 타구가 2루 라인드라이브로 잡혀 스타트를 끊었던 심우준마저 아웃 되는 더블 플레이, 6회초에는 1아웃 1, 3루에서 문상철의 병살타, 7회초 1사 1루에서 배정대가 삼진을 당하고 1루주자 황재균도 도루에 실패해 3이닝 연속 더블 플레이가 나왔고, 8회초에는 1사 후 김민혁의 3루타로 잡은 찬스를 살리지 못했다. LG는 kt가 추가 득점에 실패한 틈에 6회말 1아웃 1, 3루에서 장성우의 송구 실책으로 득점하면서 1점차까지 좁혔으나 kt 투수진에게 막히면서 동점, 역전에 실패하고 말았다. 그리고 9회말 kt 마무리 박영현을 상대로 1사 후 오지환이 볼넷으로 출루했으나 2사 후 박동원 타석에서 오지환의 대주자로 들어온 김대원이 2루 도루에 실패하면서 경기가 끝이 났다. 결국 1차전은 와일드카드 2차전 8회 등판 후 하루 휴식만 하고 등판하여 4이닝 1실점으로 호투한 고영표와 불펜 김민수, 손동현, 소형준, 박영현의 이어던지기로 kt가 선승을 해내며 기선제압에 성공했다.

### 2차전
2024년 10월 6일 - 서울종합운동장 야구장
| 팀                                                   | 1 | 2 | 3 | 4 | 5 | 6 | 7 | 8 | 9 | R | H  | E | B |
| kt 위즈                                              | 0 | 1 | 1 | 0 | 0 | 0 | 0 | 0 | 0 | 2 | 9  | 4 | 4 |
| LG 트윈스 ◄                                          | 0 | 0 | 2 | 2 | 0 | 3 | 0 | 0 | X | 7 | 10 | 1 | 6 |
| 승리 투수: 임찬규 패전 투수: 엄상백 홀드: 에르난데스 |   |   |   |   |   |   |   |   |   |   |    |   |   |

- 시구 : 가수 겸 배우 이승기
- 2차전 MVP : LG 임찬규 - 5.1이닝 7피안타 무사사구 2실점 4K (투구수: 92개)
  - LG, 준플레이오프 한 이닝 최다 도루 신기록, 포스트시즌 한 이닝 최다 도루 타이 기록 (3도루)
  - LG 박해민 - 문성주, 준플레이오프 역대 7번째 이중도루 (포스트시즌 27번째)

2차전에서 LG는 임찬규, kt는 엄상백이 각각 선발 등판했다. 경기 초반에는 kt가 주도권을 잡았다. kt는 2회초 2아웃에서 배정대가 안타와 도루 그리고 포수 박동원의 실책으로 3루까지 이동했고, 황재균의 적시타로 득점에 성공해 선취점을 냈다. 3회초에는 1사 1, 3루에서 강백호의 희생플라이를 더하며 kt가 2:0으로 앞서갔다. 하지만 LG의 반격이 매서웠다. LG는 박해민과 문성주가 연속 안타로 나란히 출루했고 이중도루에 성공한 뒤 무사 2, 3루에서 홍창기의 내야 땅볼 타점과 문성주의 적시타로 동점을 만들었다. 경기가 원점으로 돌아간 이후에는 kt의 수비 실책을 물고 늘어진 LG의 집중력이 빛났다. 4회말 선두타자로 나온 오지환의 내야 안타에 더해 kt 1루수 문상철의 송구 실책으로 2루까지 진루했다. 김현수의 땅볼로 오지환이 3루까지 이동한 가운데 박동원이 1타점 2루타를 쳐내며 오지환을 불러들였고, 2루주자 박동원은 2사 상황에서 터진 문성주의 적시타로 득점에 성공하여 2점을 내 역전을 만들었다. 6회말에는 박동원의 볼넷, 박해민이 번트 상대 실책으로 나란히 출루했고, 문성주의 희생번트, 홍창기의 자동 고의사구를 더해 만들어진 1사 만루 상황에서 신민재가 좌전 2타점 적시타를 터트렸고 여기에 kt 좌익수 김민혁이 타구를 뒤로 빠트려 1루주자 홍창기까지 득점하면서 경기는 LG의 리드 상황으로 크게 기울어졌다. kt는 이날 4개의 실책을 저지르며 수비에서 자멸했고, LG는 마운드에서 임찬규, 에르난데스, 김진성, 유영찬의 호투와 상대의 빈틈을 놓치지 않는 타선의 집중력 있는 모습으로 2차전을 잡으면서 시리즈를 원점으로 맞추는데 성공했다.

### 3차전
2024년 10월 8일 - 수원KT위즈파크
| 팀 | 1 | 2 | 3 | 4 | 5 | 6 | 7 | 8 | 9 | R | H  | E | B |
| LG 트윈스 ◄ | 0 | 1 | 1 | 0 | 3 | 1 | 0 | 0 | 0 | 6 | 10 | 1 | 5 |
| kt 위즈 | 0 | 1 | 2 | 0 | 0 | 0 | 0 | 0 | 2 | 5 | 9  | 1 | 1 |
| 승리 투수: 손주영 패전 투수: 벤자민 세이브: 에르난데스 홈런: LG – 박동원(벤자민 상대 2회 1점), 오스틴(벤자민 상대 5회 3점) kt – 배정대(유영찬 상대 9회 2점) |   |   |   |   |   |   |   |   |   |   |    |   |   |

- 시구 : 김주일 (kt 위즈 응원단장)
- 3차전 MVP : LG 손주영 - 5.1이닝 2피안타 무사사구 무실점 7K (투구수: 64개)
  - LG 신민재, 준플레이오프 통산 최다 도루 타이 기록 (4도루)
  - LG 김현수, 준플레이오프 통산 최다 안타 신기록 (28개)

3차전에서 kt는 벤자민, LG는 최원태가 각각 선발 등판했다. 2회초 1사에서 박동원의 좌월 1점 홈런이 터지며 LG가 선취점을 냈으나, kt가 이어진 2회말 공격에서 1아웃에서 내야 안타로 출루한 김상수가 배정대의 안타 때 3루까지 갔고 여기에 LG 3루수 문보경이 2루로 가던 배정대를 잡으려다 송구 실책을 범한 틈에 김상수가 홈으로 들어오면서 동점이 됐다. 이후 배정대는 3루까지 갔으나 득점에는 실패했다. 3회초에는 박해민의 2루타와 문성주의 희생번트로 만들어진 1사 2루에서 홍창기의 1타점 2루타로 앞서갔으나 kt가 이어진 3회말 1사 1, 3루에서 오재일의 희생플라이와 2사 1, 2루에서 김상수의 적시타로 경기를 뒤집었다. 하지만 5회초 LG가 상대 실책을 물고 늘어졌다. 선두타자 문성주가 풀카운트에서 1루 파울지역에 뜬공 타구를 쳤으나 kt 1루수 오재일이 파울지역에서 타구를 놓치는 실책으로 인해 타석의 기회가 한 번 더 왔고 결국 볼넷으로 출루한 것이 시작이 됐다. 그리고 1사 후 신민재가 안타로 출루한 1, 2루 상황에서 오스틴이 경기를 뒤집는 재역전 3점 홈런을 작렬시키며 리드를 가져오게 됐다. LG는 6회초 1사 1, 3루에서 홍창기의 희생플라이로 한 점 더 달아났고, 마운드에서는 선발로 올라온 최원태가 흔들리자 3회 2사 1, 2루에서 구원 등판한 손주영이 8회까지 kt 타선을 단 2피안타만 허용하고 7개 삼진을 잡아내는 역투로 길게 끌어주었다. LG의 두 번째 투수였던 손주영에게 끌려다니던 kt는 9회말 LG 마무리로 올라온 유영찬을 상대로 1사 2루에서 배정대가 경기를 한 점차로 좁히는 2점 홈런을 작렬하며 알 수 없는 승부로 몰고 갔으나 LG가 유영찬을 과감히 내리고 에르난데스를 올려 상황을 진화시키며 경기를 마무리했다. 이로써 LG가 시리즈 2승째를 먼저 거두며 플레이오프까지 단 1승만 남겨놓게 됐다.

### 4차전
2024년 10월 9일 - 수원KT위즈파크
| 팀 | 1 | 2 | 3 | 4 | 5 | 6 | 7 | 8 | 9 | 10 | 11 | R | H  | E | B |
| LG 트윈스 | 0 | 2 | 0 | 1 | 0 | 0 | 0 | 2 | 0 | 0  | 0  | 5 | 11 | 1 | 4 |
| kt 위즈 ◄ | 0 | 1 | 0 | 3 | 1 | 0 | 0 | 0 | 0 | 0  | 1  | 6 | 14 | 0 | 7 |
| 승리 투수: 박영현 패전 투수: 백승현 홀드: 고영표 홈런: LG – 김현수(쿠에바스 상대 2회 1점), 박해민(쿠에바스 상대 2회 1점) kt – 문상철(엔스 상대 2회 1점), 강백호(김진성 상대 5회 1점) |   |   |   |   |   |   |   |   |   |    |    |   |    |   |   |

- 시구 : 이재준 (제29대 수원시장) / 시타 : 이재식 (수원시의회 의장)
- 4차전 MVP : kt 박영현 - 3.1이닝 무피안타 무사사구 무실점 3K (투구수: 35개)
  - kt 심우준, 준플레이오프 역대 10번째 끝내기 안타 (포스트시즌 34번째)
  - LG 김현수 - 박해민, 준플레이오프 역대 8번째 연속타자 홈런 (포스트시즌 28번째)
  - 준플레이오프 역대 18번째 연장전 (포스트시즌 61번째)

4차전에서 kt는 쿠에바스, LG는 엔스가 각각 선발 등판했다. 두 팀은 4차전에서 치열한 공방전을 펼쳤다. 포문을 연 쪽은 LG였다. LG는 2회초 2아웃에서 터진 김현수와 박해민의 백투백 홈런으로 먼저 점수를 냈으나 곧바로 2회말 kt 문상철이 1차전에 이어 엔스에게 다시 홈런을 쳐 내며 반격을 시작했다. 4회초 2사 3루에서 문성주의 적시타로 LG가 달아났으나 4회말 kt는 1사 2루에서 황재균의 적시타, 배정대의 안타, 오윤석의 1타점 적시타 등 3연속 안타, 1사 만루에서 김민혁의 희생플라이까지 나오면서 3득점으로 전세를 뒤집은데 성공했다. 이어 5회말엔 강백호가 1점 홈런을 터뜨려 2점 차로 달아났다. 하지만 LG는 8회초 1사 1, 3루에서 장성우의 포일, 김현수의 적시타로 경기를 원점으로 돌려놓았고 두 팀은 연장까지 가게 되었다. 양 팀의 승부는 11회에서 갈렸다. kt는 앞서 8회말 2사 1, 3루에서 리드를 잡을 찬스, 9회말 에르난데스의 두 차례 폭투로 맞은 2사 3루와 10회말 2사 1, 2루의 연속된 끝내기 찬스를 놓쳤었는데 11회말에 강백호가 비디오 판독 끝에 페어볼로 인정되어 얻은 2루타와 김상수의 자동 고의사구, 황재균의 희생번트 상황에서 LG 3루수 문보경이 3루를 선택해 주자가 모두 사는 야수선택으로 무사 만루 찬스를 잡았다. 그러나 LG 정우영이 실점 없이 배정대에게 2루 땅볼을 유도해 3루주자 강백호를 포스아웃시켰고, 천성호를 삼진 처리하며 2사 만루가 됐다. 이후 심우준이 땅볼 타구를 쳤는데, LG의 키스톤 콤비 오지환과 신민재가 수비를 하다가 서로 부딪쳐 이를 제대로 처리하지 못해 내야 안타가 됐다. 이 틈에 3루주자 김상수가 홈을 밟으면서 4시간 10분의 혈투 끝에 극적인 승리를 거둔 kt가 승부를 마지막 5차전으로 끌고 가는데 성공했다.

### 5차전
2024년 10월 11일 - 서울종합운동장 야구장
| 팀                                                                  | 1 | 2 | 3 | 4 | 5 | 6 | 7 | 8 | 9 | R | H | E | B |
| kt 위즈                                                             | 0 | 0 | 0 | 0 | 0 | 0 | 1 | 0 | 0 | 1 | 3 | 3 | 4 |
| LG 트윈스 ◄                                                         | 2 | 0 | 1 | 0 | 0 | 0 | 1 | 0 | X | 4 | 8 | 0 | 1 |
| 승리 투수: 임찬규 패전 투수: 엄상백 세이브: 에르난데스 홀드: 손주영 |   |   |   |   |   |   |   |   |   |   |   |   |   |

- 시구 : 가수 미연 ((여자)아이들)
- 5차전 MVP : LG 손주영 - 2이닝 무피안타 1사사구 무실점 4K (투구수: 29개)
  - LG, 준플레이오프 단일 시즌 팀 최다 도루 신기록 (12도루)
  - LG 신민재, 준플레이오프 통산 최다 도루 신기록 (5도루)
  - LG 에르난데스, 준플레이오프 단일 시즌 최다 경기 출장 타이 (5경기)

5차전에서 LG는 임찬규, kt는 엄상백이 각각 선발 등판했다. LG 타선이 경기 초반부터 kt 선발 엄상백을 공략했다. 1회말 공격에서 1사 후 안타로 출루한 신민재가 오스틴의 우중간을 가르는 1타점 2루타로 홈을 밟아 선취점을 냈고, 2루주자가 된 오스틴은 2사에서 김현수의 2루타로 홈을 밟으며 2점을 먼저 내는데 성공했다. 3회말에는 홍창기가 선두타자 안타로 출루해 엄상백을 마운드에서 끌어내렸고, 바뀐 투수 손동현을 상대로 신민재가 땅볼을 쳐 선행주자 홍창기가 아웃 된 후 이어진 상황에서 2루 도루에 성공하고 장성우의 송구 실책으로 3루까지 간 신민재는 오스틴의 희생플라이로 홈을 밟으며 1점을 더 낸 LG는 마운드에서도 선발 임찬규가 kt 타선을 6회까지 안타 3개만 허용하는 짠물 피칭으로 순항하고 있었다. 그러나 kt에게도 반격의 기회가 찾아왔다. kt는 7회초 공격에서 임찬규를 상대로 장성우의 안타와 강백호의 볼넷으로 임찬규를 끌어내렸고, 다음 투수 손주영을 상대로 황재균이 볼넷으로 출루해 무사 만루 찬스를 잡았다. 하지만 kt는 무사 만루 찬스에서 1사 후 배정대의 내야 땅볼 타점으로 1점을 내는데 그쳤다. 7회초 위기를 넘긴 LG는 7회말 공격에서 1사 후 안타로 출루한 박해민이 도루를 시도했고, 장성우가 또다시 송구 실책을 범해 3루로 이동한 박해민은 이어진 문성주의 적시타로 득점에 성공해 쐐기를 박았다. LG는 7회초 소방수 역할을 해낸 손주영이 8회까지 책임졌고, 마무리로 올라온 에르난데스가 9회초 선두타자 볼넷을 내줬으나 강백호를 삼진 처리한 뒤 황재균을 병살타로 돌려세우며 5차전까지 가는 치열한 접전 끝에 정규시즌 3위 LG가 3승 2패로 kt의 돌풍을 잠재우고 플레이오프에 진출했다.
- 준플레이오프 MVP : LG 임찬규 - 2경기 2승, 11.2이닝 10피안타, 2볼넷, 3실점

## 플레이오프

### 출장자 명단
- 준플레이오프 승자 LG 트윈스는 최원영을 엔트리에서 제외시키고, 김범석을 합류시켰다.

| 팀            | 선수 명단 |
| 삼성 라이온즈 | - 감독 - 박진만 - 코치 - 정대현, 손주인, 다치바나, 배영섭, 강영식, 이진영, 박찬도, 강명구, 채상병 - 투수 - 이상민, 원태인, 이승현(우), 김태훈, 김윤수, 이승민, 레예스, 임창민, 이호성, 최채흥, 이승현(좌), 황동재, 김재윤, 송은범 - 포수 - 김민수, 이병헌, 강민호 - 내야수 - 디아즈, 이재현, 안주형, 류지혁, 김영웅, 전병우, 김지찬, 박병호 - 외야수 - 구자욱, 이성규, 윤정빈, 김헌곤, 김성윤 |
| LG 트윈스     | - 감독 - 염경엽 - 코치 - 이호준, 김일경, 박경완, 정수성, 박용근, 장진용, 김재율, 모창민, 김광삼 - 투수 - 김유영, 임찬규, 함덕주, 김대현, 정우영, 백승현, 에르난데스, 최원태, 손주영, 엔스, 이종준, 김진성, 이지강, 유영찬 - 포수 - 박동원, 허도환, 김범석, 이주헌 - 내야수 - 문보경, 신민재, 구본혁, 이영빈, 오지환, 오스틴, 김대원 - 외야수 - 문성주, 박해민, 김현수, 홍창기, 최승민         |

### 경기 기록
| 일시                                                            | 경기  | 원정팀(선공)  | 스코어 | 홈팀(후공)    | 개최 구장             | 개시 시각 | 관중수          | 경기 MVP               |
| --------------------------------------------------------------- | ----- | ------------- | ------ | ------------- | --------------------- | --------- | --------------- | ---------------------- |
| 10월 13일(일)                                                   | 1차전 | LG 트윈스     | 4 - 10 | 삼성 라이온즈 | 대구삼성라이온즈파크  | 14시 00분 | 23,550명 (매진) | 구자욱 (삼성 라이온즈) |
| 10월 15일(화)                                                   | 2차전 | LG 트윈스     | 5 - 10 | 삼성 라이온즈 | 대구삼성라이온즈파크  | 18시 30분 | 23,550명 (매진) | 원태인 (삼성 라이온즈) |
| 10월 17일(목)                                                   | 3차전 | 삼성 라이온즈 | 0 - 1  | LG 트윈스     | 서울종합운동장 야구장 | 18시 30분 | 23,750명 (매진) | 임찬규 (LG 트윈스)     |
| 10월 19일(토)                                                   | 4차전 | 삼성 라이온즈 | 1 - 0  | LG 트윈스     | 서울종합운동장 야구장 | 14시 00분 | 23,750명 (매진) | 강민호 (삼성 라이온즈) |
| 승리팀 : 삼성 라이온즈, 플레이오프 MVP : 레예스 (삼성 라이온즈) |       |               |        |               |                       |           |                 |                        |

### 1차전
2024년 10월 13일 - 대구삼성라이온즈파크
| 팀 | 1 | 2 | 3 | 4 | 5 | 6 | 7 | 8 | 9 | R  | H  | E | B |
| LG 트윈스 | 0 | 0 | 0 | 1 | 0 | 0 | 3 | 0 | 0 | 4  | 6  | 0 | 4 |
| 삼성 라이온즈 ◄ | 1 | 0 | 3 | 1 | 2 | 0 | 1 | 2 | X | 10 | 14 | 1 | 7 |
| 승리 투수: 레예스 패전 투수: 최원태 홀드: 김윤수 홈런: LG – 오지환(레예스 상대 4회 1점) 삼성 – 구자욱(최원태 상대 3회 3점), 김영웅(최원태 상대 4회 1점), 디아즈(김진성 상대 5회 2점) |   |   |   |   |   |   |   |   |   |    |    |   |   |

- 시구 : 배우 김강우
- 1차전 MVP : 삼성 구자욱 - 4타수 3안타(1홈런) 3타점 3득점 1볼넷 (3회말 3점 홈런)
  - 삼성, 플레이오프 역대 5번째 선발 전원 안타 (포스트시즌 18번째)
  - LG, 플레이오프 팀 투수 최다 출장 타이 기록 (9명)

1차전에서 삼성은 레예스, LG는 최원태가 각각 선발 등판했다. 1차전은 홈런포 세 방을 앞세우는 등 삼성의 타선이 폭발했다. 1회말 1사 1, 3루에서 디아즈의 희생플라이로 선취득점에 성공한 삼성은 3회말 김지찬와 윤정빈의 연속 안타로 맞은 무사 1, 3루에서 구자욱이 오른쪽 담장을 넘기는 3점 홈런을 작렬시키며 4점 차로 달아났다. 4회초 2사 상황에서 LG가 오지환의 1점 홈런으로 반격을 시작하자 삼성은 4회말 선두타자 김영웅이 홈런포를 터트리며 최원태를 마운드에서 끌어내렸고, 5회말에는 LG의 세 번째 투수로 올라온 김진성을 상대로 1사 1루 상황에서 디아즈가 2점 홈런을 쳐내며 격차를 더 벌렸다. 끌려가고 있었던 LG는 7회초 2사 만루 찬스에서 홍창기의 타구를 1루수 디아즈가 처리하지 못하는 실책을 틈타 2득점, 여기에 신민재의 적시타로 1득점을 추가하여 3점 차까지 추격했다. 그러나 곧바로 7회말 1사 만루에서 이재현의 희생플라이, 8회말 2사 만루에서 LG의 9번째 투수 김대현이 두 차례 폭투를 범한 상황에서 2득점을 추가하여 LG의 추격을 뿌리친 삼성은 마운드에서도 선발 레예스가 6.2이닝 1자책으로 호투한 가운데 선발 전원 안타를 포함해 장단 14개의 안타로 LG 마운드를 맹폭하면서 1차전 기선 제압에 성공했다.

### 2차전
2024년 10월 15일 - 대구삼성라이온즈파크
| 팀 | 1 | 2 | 3 | 4 | 5 | 6 | 7 | 8 | 9 | R  | H  | E | B |
| LG 트윈스 | 1 | 0 | 0 | 0 | 0 | 0 | 0 | 0 | 4 | 5  | 11 | 1 | 3 |
| 삼성 라이온즈 ◄ | 1 | 1 | 1 | 0 | 2 | 1 | 3 | 1 | X | 10 | 14 | 0 | 4 |
| 승리 투수: 원태인 패전 투수: 손주영 홀드: 김윤수 홈런: LG – 박해민(이승현 상대 9회 1점), 김현수(김태훈 상대 9회 3점) 삼성 – 김영웅(손주영 상대 2회 1점), 김헌곤(유영찬 상대 5회 2점, 김유영 상대 7회 2점), 디아즈(함덕주 상대 6회 1점, 백승현 상대 7회 1점) |   |   |   |   |   |   |   |   |   |    |    |   |   |

- 시구 : 배우 허형규
- 2차전 MVP : 삼성 원태인 - 6.2이닝 7피안타 2사사구 1실점 3K (투구수: 104개)
  - 플레이오프 역대 6번째 우천 연기 경기 (포스트시즌 20번째)
  - 삼성, 포스트시즌 역대 2번째 한 경기 동일팀 두 명 연타석 홈런
    - 삼성 김헌곤, 플레이오프 역대 9번째 연타석 홈런 (포스트시즌 30번째)
    - 삼성 디아즈, 플레이오프 역대 10번째 연타석 홈런 (포스트시즌 31번째)

2차전에서 삼성은 원태인, LG는 손주영이 각각 선발 등판했다. 2차전은 LG에서 먼저 선취점이 나왔다. LG는 1회초 1사에서 신민재와 오스틴의 연속 안타로 맞은 1사 1, 3루에서 김현수의 타구를 삼성의 키스톤 콤비 이재현 - 전병우가 병살로 연결시키지 못하면서 신민재가 홈을 밟아 선취점을 냈다. 그러나 삼성의 방망이는 2차전에서도 불을 뿜었다. 삼성은 1회말 공격에서 2사 후 구자욱이 안타로 출루해 도루에 성공했고, 디아즈의 행운의 2루타로 구자욱이 홈을 밟아 동점을 만들었다. 삼성은 이후에도 활발한 공격을 펼치며 1차전에 이어 다시 한번 LG 마운드를 맹폭했다. 2회말 2사에서 김영웅이 1점 홈런을 쳐내며 전세를 뒤집은데 이어 3회말 2사 1루에서 디아즈의 안타와 우익수 홍창기의 송구 실책으로 구자욱 대신 들어온 이성규가 득점, 5회말 2사 1루에서 김헌곤의 2점 홈런, 6회말 선두타자 디아즈의 홈런, 7회말 무사 1루에서 김헌곤이 연타석으로 2점 홈런을 쳐낸데 이어 1사에서 디아즈가 또 다시 홈런을 쳐냈다. 그리고 8회말 2사 1, 2루에서 터진 김성윤의 적시타까지 더해서 삼성은 이날 5방의 홈런을 포함 1차전에 이어 장단 14안타 10득점을 몰아쳤다. LG는 9회초 선두타자 박해민의 홈런과 2사 1, 2루에서 터진 김현수의 3점 홈런으로 4득점하여 5점 차까지 추격했지만 뒤집기엔 역부족이었다. 1차전에 이어 타선의 활발한 공격력과 함께 마운드에서 선발 원태인이 6.2이닝 1실점으로 호투한 삼성은 2차전도 승리하며 9년 만의 한국시리즈 진출까지 단 1승만을 남겨놓게 됐다.

### 3차전
2024년 10월 17일 - 서울종합운동장 야구장
| 팀                                                     | 1 | 2 | 3 | 4 | 5 | 6 | 7 | 8 | 9 | R | H | E | B |
| 삼성 라이온즈                                          | 0 | 0 | 0 | 0 | 0 | 0 | 0 | 0 | 0 | 0 | 5 | 0 | 2 |
| LG 트윈스 ◄                                            | 0 | 0 | 0 | 0 | 1 | 0 | 0 | 0 | X | 1 | 5 | 0 | 5 |
| 승리 투수: 임찬규 패전 투수: 이승현 세이브: 에르난데스 |   |   |   |   |   |   |   |   |   |   |   |   |   |

- 시구 : 김민종 (유도 선수)
- 3차전 MVP : LG 임찬규 - 5.1이닝 3피안타 1사사구 무실점 4K (투구수: 84개)
  - LG 김현수, 포스트시즌 100경기 출장

3차전에서 LG는 임찬규, 삼성은 황동재가 각각 선발 등판했다. 3차전은 삼성의 일방적인 흐름으로 갔던 1, 2차전과는 달리 치열한 마운드 싸움으로 전개되었다. 삼성 선발 황동재는 3이닝 무실점을 기록하고 4회말 선두타자 오스틴에게 볼넷을 허용하자 좌완 이승현이 올라온 것을 시작으로 불펜 이어 던지기로 경기를 이어갔고, LG는 선발 임찬규가 삼성 타선을 6회 1사까지 무실점으로 틀어막았다. 양 팀의 승패는 5회말에 갈렸다. 5회말 LG는 4회말부터 올라온 삼성의 두 번째 투수 좌완 이승현을 상대로 박동원의 볼넷, 박해민의 희생번트, 문성주의 안타로 1사 1, 3루 찬스를 잡았고 홍창기가 좌익수 희생플라이로 박동원을 불러들이며 선취점이자 이날 결승점을 뽑았다. 삼성은 이후 불펜진이 추가 실점을 막으며 기회를 노렸지만 타선이 침묵했고, LG는 선발 임찬규가 6회 1사까지 던진 뒤 이어서 올라온 에르난데스가 경기를 끝까지 책임졌다. 임찬규와 에르난데스가 1, 2차전 합산 8개 홈런과 28개의 안타를 몰아쳤던 삼성 타선을 단 5안타 2사사구 무실점으로 틀어막으며 귀중한 1점을 지켜낸 LG는 3차전을 승리로 가져가며 플레이오프 시리즈 첫 승을 거두고 반격에 성공했다.

### 4차전
2024년 10월 19일 - 서울종합운동장 야구장
| 팀 | 1 | 2 | 3 | 4 | 5 | 6 | 7 | 8 | 9 | R | H | E | B |
| 삼성 라이온즈 ◄                                                                                          | 0 | 0 | 0 | 0 | 0 | 0 | 0 | 1 | 0 | 1 | 3 | 1 | 4 |
| LG 트윈스                                                                                                | 0 | 0 | 0 | 0 | 0 | 0 | 0 | 0 | 0 | 0 | 3 | 0 | 3 |
| 승리 투수: 레예스 패전 투수: 손주영 세이브: 김재윤 홀드: 임창민 홈런: 삼성 – 강민호(손주영 상대 8회 1점) |   |   |   |   |   |   |   |   |   |   |   |   |   |

- 시구 : 가수 시우민 (EXO)
- 4차전 MVP : 삼성 강민호 - 3타수 1안타(1홈런) 1타점 1득점 (8회초 결승 1점 홈런)
  - 플레이오프 역대 7번째 우천 연기 경기 (포스트시즌 21번째)

4차전에서 LG는 엔스, 삼성은 레예스가 각각 선발 등판했다. 4차전은 엔스와 레예스의 명품 투수전이 펼쳐진 한 판이었다. 준플레이오프 4차전 등판 후 10일 만에 등판한 LG 선발 엔스는 삼성 타선을 상대로 6회까지 단 1피안타, 사사구 2개만 허용하고 8개의 삼진을 잡아냈고, 플레이오프 1차전 이후 6일 만에 등판한 삼성 선발 레예스는 LG 타선을 상대로 삼진은 2개만 잡았으나 맞춰잡는 피칭으로 7회까지 3피안타와 사사구 2개만 허용하고 무실점으로 호투하면서 양 팀은 팽팽한 0의 균형을 이어갔다. 경기의 승패는 8회초에 갈렸다. LG의 두 번째 투수로 7회부터 올라온 손주영을 상대로 선두타자로 타석에 들어선 강민호가 좌중간 담장을 넘기는 1점 홈런을 작렬시켰고, 이 점수가 이 경기의 유일한 점수였다. 한 점을 뽑아낸 삼성은 8회말 임창민이 선두타자 출루를 허용했으나 무실점으로 막았고, 9회말 마무리로 올라온 김재윤이 2사에서 마지막 타자 오스틴을 삼진으로 처리하며 삼자범퇴로 경기를 마무리했다. 이로써 시리즈 전적 3승 1패로 LG를 꺾은 정규시즌 2위 삼성 라이온즈가 2015년 이후 9년 만에 한국시리즈에 진출했다.
- 플레이오프 MVP : 삼성 레예스 - 2경기 2승, 13.2이닝 7피안타, 4볼넷, 3실점

## 중계 일정
2024년 KBO 포스트시즌은 다음과 같은 방송사로부터 중계방송됐다.

### TV 중계

#### 와일드카드 결정전
1차전
- KBS2 (캐스터 : 김진웅 / 해설 : 박용택)

2차전
- SBS (캐스터 : 정우영 / 해설 : 이순철)

#### 준플레이오프
1차전
- SBS (캐스터 : 정우영 / 해설 : 이순철)

2차전
- MBC (캐스터 : 김나진 / 해설 : 정민철, 박재홍)

3차전
- KBS2 (캐스터 : 김진웅 / 해설 : 박용택)

4차전
- SBS (캐스터 : 정우영 / 해설 : 이순철)

5차전
- SBS 스포츠 (현장 제작 - 캐스터 : 정우영 / 해설 : 이순철)
- KBS N 스포츠 (캐스터 : 권성욱 / 해설 : 류지현)
- MBC 스포츠플러스 (캐스터 : 한명재 / 해설 : 정민철, 박재홍)
- SPOTV, SPOTV2 (캐스터 : 김민수 / 해설 : 이대형)

#### 플레이오프
1차전
- KBS2 (캐스터 : 김진웅 / 해설 : 박용택)

2차전
- SBS (캐스터 : 정우영 / 해설 : 이순철)

3차전
- MBC (캐스터 : 김나진 / 해설 : 정민철, 박재홍)

4차전
- KBS2 (캐스터 : 김진웅 / 해설 : 박용택)

## 같이 보기
- 2024년 KBO 리그
- 2024년 한국시리즈